# Tonight's the Night (album, Neil Young)
Tonight's the Night je šesté studiové album kanadského písničkáře Neila Younga. Jeho nahrávání probíhalo v různých obdobích na různých místech. Nejstarší je koncertní nahrávka skladby „Come on Baby Let's Go Downtown,“ na které se podílel i Danny Whitten, který zemřel ještě před vydáním alba. Nahrávání studiových nahrávek probíhalo v letech 1972 a 1973. Album vyšlo v červnu 1975 u vydavatelství Reprise Records. Časopis Rolling Stone jej zařadil na 330. místo v žebříčku 500 nejlepších alb všech dob.

## Seznam skladeb
Autorem všech skladeb je Neil Young, pokud není uvedeno jinak.
| Pořadí         | Název                                                                              | Délka |
| -------------- | ---------------------------------------------------------------------------------- | ----- |
| 1.             | Tonight's the Night                                                                | 4:39  |
| 2.             | Speakin' Out                                                                       | 4:56  |
| 3.             | World on a String                                                                  | 2:27  |
| 4.             | Borrowed Tune (postaveno na skladbě „Lady Jane“ od The Rolling Stones)             | 3:26  |
| 5.             | Come on Baby Let's Go Downtown (koncertní nahrávka; autoři: Young a Danny Whitten) | 3:35  |
| 6.             | Mellow My Mind                                                                     | 3:07  |
| 7.             | Roll Another Number (for the Road)                                                 | 3:02  |
| 8.             | Albuquerque                                                                        | 4:02  |
| 9.             | New Mama                                                                           | 2:11  |
| 10.            | Lookout Joe                                                                        | 3:57  |
| 11.            | Tired Eyes                                                                         | 4:38  |
| 12.            | Tonight's the Night (Part II)                                                      | 4:52  |
| Celková délka: | Celková délka:                                                                     | 44:52 |

## Obsazení
- Neil Young – zpěv, kytara, klavír, harmonika, vibrafon
- Ben Keith – pedálová steel kytara, zpěv, slide kytara
- Nils Lofgren – kytara, klavír, zpěv
- Danny Whitten – kytara, zpěv
- Jack Nitzsche – elektrické piano, klavír
- Billy Talbot – baskytara
- Tim Drummond – baskytara
- Ralph Molina – bicí, zpěv
- Kenny Buttrey – bicí
- George Whitsell – zpěv

## Skupiny
- Crazy Horse (5)
- The Stray Gators (10)
- The Santa Monica Flyers (1, 2, 3, 6, 7, 8, 11, 12)